# Мондо (буддизм)
Мондо (кит. упр. 問答, палл. вэнь-да, яп. 問答, мондо:, букв. «вопрос-ответ, диалог», «беседа огневой скорости») — вид парадоксального диалога-поединка между наставником и учеником в школе дзэн. Мондо состоит из вопросов и ответов и проводится в быстром темпе. Данная практика применяется наставником для придания ученику определённого импульса в разрушении стереотипов и в понимании сути учения. Обычно длина парадоксального диалога не превышает пяти вопросов и ответов. Как вопрос так и ответ могут выражаться не только при помощи слов, но и с помощью жестов, мимики, движений и молчания.

## История мондо
Чаньские учителя начали использовать мондо в середине VIII века. Особую роль в формировании практики мондо сыграл Линьцзи Исюань, основавший школу Линьцзи.

## Примеры и трактовка
— В соответствии с законом причины и следствия у каждого человека есть родина. А где родился ты?
— Утром я ел белую рисовую кашу; теперь я вновь голоден.
— Чем мои руки напоминают руки Будды?
— Игрой на лютне при луне.
— Чем мои ноги напоминают ноги осла?
— Когда цапля стоит в снегу, её цвет меняется.— 

Один монах спросил мастера Сэппо:
— Каково Первое Слово?
Мастер промолчал. Монах пошел к другому мастеру, Тёсё, и рассказал ему об этом. Тёсё сказал монаху:
— Ты — уже человек второго слова.— 
Говоря о понимании учения о мгновенности бытия (кшаникавады) в чаньской школе, буддолог С. П. Нестеркин приводит в пример следующее мондо между известным учителем раннего чань Мацзу и его учеником Байчжаном, ставшим впоследствии также известным учителем:

Однажды Байчжан шёл вместе с Мацзу по дороге и услышал крик гусей в небе. Мацзу спросил: «Что это?» Байчжан ответил: «Это кричат дикие гуси». Через некоторое время Мацзу спросил: «Куда они летят?» Байчжан ответил: «Уже улетели». Мацзу повернулся и скрутил Байчжану нос. Байчжан закричал от боли, а Мацзу сказал: «Ты ещё говоришь, что уже улетели!» Услышав эти слова, Байчжан пробудился.
Нестеркин считает, что в данном диалоге Мацзу специально задаёт «провокационный» вопрос о направлении полёта гусей, а Байчжан с помощью ответа «уже улетели» показывает учителю своё понимание учения мгновенности. В этом учении нет времени, а есть дхармы, существующие лишь в данный момент, из которых состоят и гуси, существовавшие в прошлое мгновение и исчезнувшие в настоящее мгновение. Мацзу, в свою очередь, посчитал, что ученик слишком поверхностно понял теорию мгновенности, раз его ответ «уже улетели» указывает на перемещение, а перемещение возможно лишь при одновременном существовании времени. После чего Мацзу дал возможность Байчжану увидеть свою ошибку, ухватив того за нос. Без данного действия ошибка, вероятно, осталось бы незамеченной Байчжаном, указывает Нестеркин.